# Pallbearer
Pallbearer ist eine US-amerikanische Doom-Metal-Band aus Little Rock, Arkansas, die im Jahr 2008 gegründet wurde.

## Geschichte
Nachdem die Mitglieder zuvor in verschiedenen anderen Gruppen gespielt hatten, gründeten sie im Jahr 2008 die Band Pallbearer. Die Band entwickelte die ersten Lieder und veröffentlichte im Jahr 2010 ein erstes Demo, dem sich im Februar 2012 das Debütalbum Sorrow and Extinction über Profound Lore Records anschloss. Im selben Jahr spielte die Band auf der Show No Mercy Austin Party von pitchfork.com auf dem South by Southwest zusammen mit Rwake, The Atlas Moth, Black Tusk, Deafheaven, KEN mode, Pilgrim und Mutilatio Rites. Im Jahr 2013 spielte die Band unter anderem auf diversen Festivals, wie dem South by Southwest, dem Heavy MTL, dem Roadburn Festival, dem Hellfest und dem Scion Rock Fest. Im September und Oktober 2014 ging die Band zusammen mit Yob auf Europatournee. Danach ist eine US-Tournee zusammen mit Tombs und Vattnet Viskar geplant. Im selben Jahr erschien zudem das Album Foundations of Burden, das von Billy Anderson produziert wurde.

## Stil
Laut Andreas Schiffmann spielt die Band progressiven Doom Metal, der oft die Zehn-Minuten-Marke pro Lied knacke. Der Bassist Joseph D. Rowland gab im Interview mit Schiffmann an, dass sich die Band nicht unbedingt als Doom-Metal-Gruppe versteht, jedoch könne sie auch Einflüsse von Bands wie Rwake nicht abstreiten. Er selbst finde die Bezeichnung „Heavy Prog“ treffend. Foundations of Burden sei thematisch breiter gefächert als der Vorgänger. Er habe die Hälfte der Lieder geschrieben, während der Gitarrist und Sänger Brett Campbell die andere übernommen habe. Rowland wisse nicht, was Campbell mit gewissen Textpassagen meine, da es bandintern hierzu kaum einen Austausch gebe. Die Band habe auf dem zweiten Album versucht rhythmisch flexibler und schneller zu werden. Das Lied The Ghost I Used to Be handele von einem Traum Rowlands, in dem ein Geist ihn führen und ihm etwas zeigen wollte und beide schließlich die Rollen tauschten. Er werde durch New Age, Artrock, Krautrock, sowie King Crimson, Camel und Premiata Forneria Marconi beeinflusst, während Campbell etwa durch Robin Trower beeinflusst werde. Die Band wolle Abstand nehmen vom typischen Metal-Klang und setze auf natürliche Verzerrung, was „dreckiger und zugleich klarer“ als beim Einsatz eines Verzerrers klinge. Das Gegenteil sei für ihn Electric Wizards Come My Fanatics, in dem die Band mit Riffs statt Harmonien arbeite. Laut Jeremy Ulrey von metalinjection.net sei die Band auf dem Debütalbum mit Sleep vergleichbar gewesen, während sie auf Foundations of Burden mehr mit den ersten beiden Veröffentlichungen von Pilgrim vergleichbar sei. Foundations of Burden konzentriere sich im Vergleich zum Vorgänger zudem weniger auf die Atmosphäre.

## Diskografie

### Alben
| Jahr | Titel Musiklabel                                | Höchstplatzierung, Gesamtwochen, AuszeichnungChartplatzierungen (Jahr, Titel, Musiklabel, Platzierungen, Wochen, Auszeichnungen, Anmerkungen) | Höchstplatzierung, Gesamtwochen, AuszeichnungChartplatzierungen (Jahr, Titel, Musiklabel, Platzierungen, Wochen, Auszeichnungen, Anmerkungen) | Anmerkungen                            |
| Jahr | Titel Musiklabel                                | DE | US | Anmerkungen                            |
| ---- | ----------------------------------------------- | --- | --- | -------------------------------------- |
| 2012 | Sorrow and Extinction Profound Lore Records     | — | — | Erstveröffentlichung: 21. Februar 2012 |
| 2014 | Foundations of Burden Profound Lore Records     | — | US90 (1 Wo.)US | Erstveröffentlichung: 19. August 2014  |
| 2017 | Heartless Profound Lore Records / Nuclear Blast | DE98 (1 Wo.)DE | US187 (1 Wo.)US | Erstveröffentlichung: 24. März 2017    |
| 2020 | Forgotten Days Nuclear Blast                    | DE64 (1 Wo.)DE | — | Erstveröffentlichung: 23. Oktober 2020 |
| 2024 | Mind Burns Alive Nuclear Blast                  | — | — | Erstveröffentlichung: 17. Mai 2024     |

### Sonstige Veröffentlichungen
- 2010: Demo 2010 (Demo, Eigenveröffentlichung)
- 2012: Label Showcase – Profound Lore Records (Split mit Loss, The Atlas Moth, Wolvhammer und Yob, Scion Audio Visual Records)
- 2012: Pallbearer Live (EP, Scion Audio Visual Records)